# Aulichthys japonicus
Aulichthys japonicus är en fiskart som beskrevs av James Carson Brevoort 1862. Aulichthys japonicus ingår i släktet Aulichthys och familjen Hypoptychidae. Inga underarter finns listade.